# Mario Spinella
Mario Spinella (Varese, 17 marzo 1918 – Milano, 6 aprile 1994) è stato uno scrittore, giornalista e intellettuale italiano.

## Biografia
Laureatosi alla Scuola normale superiore di Pisa è stato lettore d'italiano all'Università di Heidelberg fra il 1940 e il 1941.
Ha partecipato alla Resistenza in Toscana, dopo l'esperienza di guerra sul fronte russo.
È stato segretario di Palmiro Togliatti, poi capo redattore di Vie nuove e direttore della Scuola delle Frattocchie del PCI. Ha collaborato con le riviste Il Calendario del Popolo, Riforma della Scuola e a lungo con Rinascita. 
Ha fatto parte della redazione di Alfabeta e del Piccolo Hans.
È stato sepolto al Cimitero maggiore di Milano. Il suo archivio è conservato presso il Centro per gli studi sulla tradizione manoscritta di autori moderni e contemporanei dell’Università di Pavia.

## Opere principali
- Memoria della Resistenza, Arnoldo Mondadori Editore, Milano, 1974. Ristampa: Einaudi, Torino, 1995.
- Sorella H, libera Nos, Mondadori, Milano, 1968.
- Conspiratio Oppositorum, Mondadori, Milano, 1971.
- Le donne non la danno, Dedalo, Bari, 1980.
- Lettera da Kupjansk, Mondadori, Milano, 1987. Premio Viareggio 1987.[2]
- Ipotesi per un soggetto, Alfredo Guida Editore, Napoli, 1991.
- Lineamenti di antropologia marxiana, Editori Riuniti, Roma, 1996.